# Бёме, Вольфганг
Вольфганг Бёме (нем. Wolfgang Böhme; род. 21 апреля 1944, Шёнберг) — немецкий зоолог, герпетолог. Специалист в области систематики, экологии и биогеографии земноводных и пресмыкающихся. Автор более 600 научных трудов.

## Биография
Родился 21 апреля 1944 года в Шёнберге, недалеко от Киля, в семье музыканта Фердинанда Бёме и его жены Хедвиг. Был третьим ребёнком в семье.
В 1965 году окончил академическую школу в Киле и поступил в Кильский университет, где изучал зоологию, ботанику и палеонтологию. В июне 1971 года защитил докторскую диссертацию по морфологии гемипенисов настоящих ящериц под руководством Вольфа Херре. С августа того же года работает главой отдела герпетологии Зоологического музея им. Александра Кёнига в Бонне. Под его руководством герпетологическая коллекция музея увеличилась более чем в 10 раз. С октября 1992 по ноябрь 2010 гг. занимал должности главы отдела позвоночных и заместителя директора Музея.
С 1980 года преподаёт в Боннском университете, где под его руководством защитили более 140 магистерских и 46 докторских диссертаций. В 1996 году получил звание профессора.
Совершил 6 крупных экспедиций в Западную и Центральную Африку.
Одним из главных научных интересов Бёме является изучение варанов Юго-Восточной Азии. Несмотря на это, сам он никогда не был в этом регионе. Описания многих видов Бёме делал по экземплярам, привезённым его коллегами из экспедиций или купленным на рынке экзотических животных. Интересен случай описания Varanus yemenensis, которого Бёме впервые увидел при просмотре телепередачи о Йемене, где вараны ранее известны не были.

## Описанные виды
Описал (в том числе в соавторстве) 84 вида пресмыкающихся:
- Agama finchi Böhme, Wagner, Malonza, Lötters & Köhler, 2005
- Agama lanzai Wagner,  Leaché, Mazuch & Böhme, 2013
- Agama somalica Wagner,  Leaché, Mazuch & Böhme, 2013
- Ameiva aggerecusans Koch,  Venegas, Rödder, Flecks & Böhme, 2013
- Ameiva nodam Koch,  Venegas, Rödder, Flecks & Böhme, 2013
- Bitis harenna Gower,  Wade, Spawls, Böhme, Buechley, Sykes & Colston, 2016
- Bitis parviocula Böhme, 1976
- Blaesodactylus antongilensis (Böhme & Meier, 1980)
- Calamaria banggaiensis Koch,  Arida, McGuire, Iskandar & Böhme, 2008
- Calotes bachae Hartmann,  Geissler, Poyarkov, Ihlow, Galoyan, Rödder & Böhme, 2013
- Calotes geissleri Wagner,  Ihlow, Hartmann, Flecks, Schmitz & Böhme, 2021
- Calotes goetzi Wagner,  Ihlow, Hartmann, Flecks, Schmitz & Böhme, 2021
- Calotes vindumbarbatus Wagner,  Ihlow, Hartmann, Flecks, Schmitz & Böhme, 2021
- Calumma glawi Böhme, 1997
- Chamaeleo calcaricarens Böhme, 1985
- Chamaeleo necasi Ullenbruch, Krause & Böhme, 2007
- Cophoscincopus greeri Böhme, Schmitz & Ziegler, 2000
- Cyrtodactylus cattienensis Geissler, Nazarov, Orlov, Böhme, Phung, Nguyen & Ziegler, 2009
- Cyrtodactylus cattienensis Geissler, Nazarov, Orlov, Böhme, Phung, Nguyen & Ziegler, 2009
- Cyrtodactylus cryptus Heidrich, Rösler, Thann, Böhme & Ziegler, 2007
- Cyrtopodion kiabii Ahmadzadeh, Flecks, Torki & Böhme, 2011
- Darevskia caspica Flecks, Carretero, Mozaffari, Böhme, Harris, Freitas & Rödder, 2013
- Darevskia kamii Flecks, Carretero, Mozaffari, Böhme, Harris, Freitas & Rödder, 2013
- Darevskia kopetdaghica Flecks, Carretero, Mozaffari, Böhme, Harris, Freitas & Rödder, 2013
- Darevskia schaekeli Flecks, Carretero, Mozaffari, Böhme, Harris, Freitas & Rödder, 2013
- Dibamus manadotuaensis Böhme & Koch, 2019
- Echinosaura brachycephala Köhler, Böhme & Scmitz, 2004
- Epibator greeri (Böhme, 1979)
- Epictia antoniogarciai Koch, Venegas & Böhme, 2015
- Epictia septemlineata Koch, Venegas & Böhme, 2015
- Epictia vanwallachi Koch, Venegas & Böhme, 2015
- Eremias afghanistanica Böhme & Szczerbak, 1991
- Eurydactylodes agricolae Henkel & Böhme, 2001
- Eutropis macrophthalma (Mausfeld & Böhme, 2002)
- Gehyra georgpotthasti Flecks, Schmitz, Böhme, Henkel & Ineich, 2012
- Gekko remotus Rösler, Ineich, Wilms, & Böhme, 2012
- Gekko scientiadventura Rösler, Ziegler, Vu, Herrmann, & Böhme, 2004
- Geoscincus haraldmeieri (Böhme, 1976)
- Hemidactylus albivertebralis Ullenbruch, Grell & Böhme, 2010
- Hemidactylus lamaensis Trape & Böhme, 2012
- Hemidactylus lavadeserticus Moravec & Böhme, 1997
- Hemidactylus pseudomuriceus Henle & Böhme, 2003
- Hydrophis sibauensis Rasmussen, Auliya & Böhme, 2001
- Isopachys borealis Lang & Böhme, 1990
- Kinyongia oxyrhina (Klaver & Böhme, 1988)
- Lacertaspis chriswildi (Böhme & Schmitz, 1996)
- Leptoseps osellai (Böhme, 1981)
- Leptosiaphos ianthinoxantha (Böhme, 1975)
- Mochlus hinkeli (Wagner, Böhme, Pauwels & Schmitz, 2009)
- Oligodon cattienensis Vassilieva, Geissler, Galoyan, Poyarkov, van Devender & Böhme, 2013
- Phyllodactylus delsolari Venegas, Townsend, Koch & Böhme, 2008
- Phyllodactylus thompsoni Venegas, Townsend, Koch & Böhme, 2008
- Phyllopezus maranjonensis Koch, Venegas & Böhme, 2006
- Polychrus jacquelinae Koch, Venegas, Garcia-Bravo & Böhme, 2011
- Pristurus schneideri Rösler, Köhler & Böhme, 2008
- Psammophis afroccidentalis Trape, Böhme & Mediannikov, 2019
- Pseudocalotes dringi Hallermann & Böhme, 2000
- Scincella apraefrontalis Nguyen, Nguyen, Böhme & Ziegler, 2010
- Scincella darevskii Nguyen, Ananjeva, Orlov, Rybaltovsky & Böhme, 2010
- Sphenomorphus tonkinensis Nguyen, Schmitz, Nguyen, Orlov, Böhme & Ziegler, 2011
- Trapelus schmitzi Wagner & Böhme, 2006
- Trioceros hanangensis Krause & Böhme, 2010
- Trioceros perreti (Klaver & Böhme, 1992)
- Uromastyx alfredschmidti Wilms & Böhme, 2001
- Uroplatus giganteus Glaw, Kosuch, Henkel, Sound & Böhme, 2006
- Uroplatus henkeli Böhme & Ibisch, 1990
- Uroplatus sameiti Böhme & Ibisch, 1990
- Varanus caerulivirens Ziegler, Böhme & Philipp, 1999
- Varanus cerambonensis Philipp, Böhme & Ziegler, 1999
- Varanus colei Böhme, Jacobs, Koppetsch & Schmitz, 2019
- Varanus finschi Böhme, Horn & Ziegler, 1994
- Varanus juxtindicus Böhme, Philipp & Ziegler, 2002
- Varanus lirungensis Koch, Aeida, Schmitz, Böhme & Ziegler, 2009
- Varanus macraei Böhme & Jacobs, 2001
- Varanus melinus Böhme & Ziegler, 1997
- Varanus nesterovi Böhme, Ehrlich, Milto, Orlov & Scholtz, 2015
- Varanus palawanensis Koch, Gaulke & Böhme, 2010
- Varanus rainerguentheri Ziegler, Böhme & Schmitz, 2007
- Varanus rasmusseni Koch, Gaulke & Böhme, 2010
- Varanus samarensis Koch, Gaulke & Böhme, 2010
- Varanus yemenensis Böhme, Joger & Schätti, 1989
- Varanus zugorum Böhme & Ziegler, 2005
- Zonosaurus brygooi Lang & Böhme, 1990
- Zonosaurus brygooi Brygoo & Böhme, 1985
- Zootoca carniolica (Mayer, Böhme, Tiedemann & Bischoff, 2000)

## Признание

### Виды, названные в его честь
В честь Вольфганга Бёме названо 15 видов и подвидов пресмыкающихся:
- Cerastes boehmei Wagner & Wilms, 2010
- Gekko boehmei Luu, Calame, Nguyen, Le & Ziegler, 2015
- Kinyongia boehmei (Lutzmann & Necas, 2002)
- Leiolepis boehmei Darevsky & Kupriyanova, 1993
- Lygosoma boehmei Ziegler, Schmitz, Heidrich, Vu & Nguyen, 2007
- Pachydactylus boehmei Bauer, 2010
- Phelsuma madagascariensis boehmei Meier, 1982
- Pseudoboodon boehmei Rasmussen & Largen, 1992
- Tarentola boehmei Joger, 1984
- Trachylepis boehmei Koppetsch, 2020
- Trapelus boehmei Wagner, Melville, Wilms & Schmitz, 2011
- Trioceros wolfgangboehmei Nečas & Wipfler, 2021
- Tropidophorus boehmei Nguyen, Nguyen, Orlov & Ziegler, 2010
- Tropiocolotes wolfgangboehmei Wilms, Shobrak & Wagner, 2010
- Varanus boehmei Jacobs, 2003

Кроме того, в его честь названы два вида земноводных:
- Ameerega boehmei Lötters, Schmitz, Reichle, Rödder & Quennet, 2009
- Boophis boehmei Glaw & Vences, 1992

### Членство в научных обществах
- Председатель Немецкого общества герпетологии и террариумистики[нем.] (1983—1991)[1];
- Соучредитель и президент (1993—2001) Европейского герпетологического общества[5];
- Член Международной комиссии по зоологической номенклатуре (2001—2005)[1];
- Почётный член Американского общества ихтиологов и герпетологов (2008)[6];
- Почётный член Герпетологического общества имени А. М. Никольского (2021)[7].

## Избранные труды
- Handbuch der Reptilien und Amphibien Europas (нем.) / Wolfgang Böhme. — Aula Verlag, 1981. — Bd. 1.  Echsen (Sauria) I. — 520 S. — ISBN 9783891040027.
- Handbuch der Reptilien und Amphibien Europas (нем.) / Wolfgang Böhme. — Aula Verlag, 1984. — Bd. 2/I: Echsen (Sauria) II. — 416 S. — ISBN 9783891040003.
- Handbuch der Reptilien und Amphibien Europas (нем.) / Wolfgang Böhme. — Aula Verlag, 1986. — Bd. 2/II: Echsen (Sauria) III. — 434 S. — ISBN 9783891040010.
- Handbuch der Reptilien und Amphibien Europas (нем.) / Wolfgang Böhme. — Aula Verlag, 1993. — Bd. 3/I: Schlangen (Serpentes) I. — 479 S. — ISBN 9783891040034.
- Handbuch der Reptilien und Amphibien Europas (нем.) / Wolfgang Böhme. — Aula Verlag, 1999. — Bd. 3/IIA: Schlangen (Serpentes) II. — 335 S. — ISBN 9783891046166.
- Handbuch der Reptilien und Amphibien Europas (нем.) / Wolfgang Böhme. — Aula Verlag, 2005. — Bd. 3/IIB: Schlangen (Serpentes) III. — 420 S. — ISBN 9783891046173.
- Wolfgang Böhme. Zur denitalmorphologie der Sauria: Funktionelle und stammesgeschichtliche aspekte (нем.). — Bonner Zoologische Monographien 27, 1988. — 176 S.
- Wolfgang Böhme. Herpetology in Bonn (англ.). — Deutsche Gesellschaft für Herpetologie und Terrarienkunde, 2014. — 262 p. — ISBN 3945043026.